# NGC 127
NGC 127 es una galaxia lenticular localizada en la constelación de Piscis. Fue descubierta el 4 de noviembre de 1850 por Bindon Stoney, el mismo día que descubrió NGC 126 y NGC 130. Dreyer la describió como "muy débil, pequeño, un poco extendido". La posición precede a RA 00h 29m 12,4s, Dec +02º 48' 22", aproximadamente 0,8 minutos de arco al suroeste de la galaxia y no hay nada más cerca.